# Be-Imaan

Be-Imaan est un film indien de Sohanlal Kanwar sorti en 1972.

## Fiche technique
- Réalisation : Sohanlal Kanwar
- Scénario : Sachin Bhowmick, Ram Kelkar
- Musique : Jaikishan Dayabhai Pankal, Shankarsingh Raghuwanshi	
  - Une partie des musiques de la bande originale est de Ravi Shankar[1]
- Lieu de tournage : Mumbai
- Image : Radhu Karmakar

## Distribution
- Manoj Kumar : Mohan
- Rakhee Gulzar : Sapna
- Nazima : Meena
- Snehlata
- Prem Chopra

## Récompenses
- Il a obtenu le prix du meilleur film lors des Filmfare Awards 1973, ainsi que les prix du meilleur réalisateur pour Sohanlal Kanwar et du meilleur acteur pour Manoj Kumar.